# Ströms Vattudal
Ströms Vattudal (Vattudalen, tidligere også: Vassdalen) er et omfattende vandløbssystem i den nordlige del af landskapet Jämtland i Sverige.
Vattudalen strækker sig fra Kvarnbergsvattnet i nord, nær Gäddede ved grænsen til Norge, til Russfjärden ved Strömsund i syd, hvor den løber ud i Faxälven, nær Ulriksfors. Søen er den 12. største i Sverige med et areal på 183 km².

## Geografi
Fra dæmningen ved Bågede, som er den øverste grænse mellem Vattudalens øvre del, en gennmbrudsdal i bjergområdet, med med et vandspejl 294 moh., og søerne i Jämtlands silurområde ned til Russfjärden danner de en naturlig kanal, 90 km lang, hvor den egentlige Vattudalen udgør 65 km.
Den egentlige Vattudalen ligger 286 moh. og har en middelbredde mellem de flade bredder på 3 km; størst i syd, nord for Öhn, hvor de den er 7 km. Flere steder f.eks ved Bonäset, er der 10-13 m høje strandterrasser af lagret sand og sandet ler; søen har formentlig ved slutningen af Weichsel-istiden været opdæmmet af is. Ved søens nordende i Dragans munding er den 36 meter dyb, længere mod syd (ved Gärdnäs) 55-60 m, mellem Näxåsen og
Hillsand helt op til 63 m. Den største dybde på 73 meter findes i det nordlige bækken lige norde for Vedjeön. Det sydlige bæken har den største dybde på 65 m ud for Bonäset. Vest for Öhn, i søens sydligste del, er dybdeb 15 m og mod øst 22-23 m, og ud for Strömsund 16 m. Den nedre ende af søen, Russfjärden, er kun nogle få meter dyb.
I Ströms Vattudal er der en række søer, fra Gäddede i nord mod syd: Kvarnbergsvattnet, Hetögeln, Fågelsjön, Sjulsvattnet, Torsfjärden, Svaningssjön, Ögelströmmen, Dragan og Russfjärden.

## Historia
Karl X Gustav planlagde efter freden i Roskilde i 1658, at gøre hele ruten sejlbar med sluser, for ta lette forbindelsen til Trondhjems len som de fik i Roskilde.
Den livlige dampskibstrafik Vattudalen begyndte i 1870 med den første dampbåd "Ströms Vattudal". Den fortsatte, hvad
angår persontrafik, frem til 1936 med dampbåden "Virgo", da den udkonkurreredes af den da hurtigt voksende biltrafik.
Der var regulær persontrafik på linjen Strömsund-Bågede-Gäddede, hvor der var omlastning i Bågede, hvorefter den fortsatte op til Gäddede.
De mange flådningsbåde var i trafik frem til og med sommeren 1982, da al tømmerflådning i Vattudalen ophørte.

## Andet
Inlandsbanan passerer søen tæt ved dens sydende, med station ved Ulriksfors.
Vandet i dalen afbilledes i Strömsunds kommunevåben

## Eksterne kilder og henvisninger
- Ströms Vattudal - ur Nordisk familjebok (1918) från Projekt Runeberg
- Norrländsk uppslagsbok, Band 4, 1996
- Nordisk familjebok, 1904–1926.
- Ströms Vattudal - fra Nordens alla kanaler
- Ångbåtar på Ströms Vattudal
- Timmerflottningen på Ströms Vattudal
- Bilder från Bågede Arkiveret 14. januar 2022 hos  Wayback Machine fra Jämtlands läns museum